# Unfinished Business (álbum de Eric Carr)
Unfinished Business es  un álbum del exmiembro de Kiss Eric Carr, que fue publicado el 8 de noviembre de 2011, en donde se encuentra videos y canciones del ya fallecido baterista del grupo Kiss.

## Contenido
El álbum contiene 17 grabaciones de Eric Carr, incluyendo material inédito, temas en vivo, entrevistas y más, con ilustres invitados, entre ellos actuales y antiguos miembros de Kiss, Twisted Sister, Danger Danger y Europe, entre otros.

## Lista de canciones
| N.º | Título                                                     | Duración |  |
| 1.  | «Eric Speaks to the Fans» (Dialogue)                       | 0:06     |  |
| 2.  | «Just Can't Wait»                                          | 3:55     |  |
| 3.  | «Troubles Inside You»                                      | 2:28     |  |
| 4.  | «No One's Messin' With You»                                | 3:14     |  |
| 5.  | «Eric Talks About His Music» (Dialogue)                    | 0:14     |  |
| 6.  | «Carr Jam 1981» (Performed by Joey Cassata and Benny Doro) | 3:11     |  |
| 7.  | «Eric Talks About His Audition» (Dialogue)                 | 0:17     |  |
| 8.  | «Shandi»                                                   | 3:55     |  |
| 9.  | «All Hell's Breakin' Loose» (Performed by ZO2)             | 4:28     |  |
| 10. | «Dial L For Love» (instrumental)                           | 2:52     |  |
| 11. | «Elephant Man»                                             | 3:59     |  |
| 12. | «Eric Talks About Mark St. John» (Dialogue)                | 0:15     |  |
| 13. | «Midnite Stranger» (instrumental)                          | 2:22     |  |
| 14. | «Eyes of Love»                                             | 3:47     |  |
| 15. | «Bill Aucoin Talks About Eric» (Dialogue)                  | 0:41     |  |
| 16. | «Through the Years (Live)» (instrumental)                  | 5:06     |  |
| 17. | «I Cry At Night»                                           | 2:07     |  |
| 18. | «Eric Joking At Rehearsals» (Dialogue)                     | 0:34     |  |